# 下間頼総
下間 頼総（しもつま らいそう）は、戦国時代の武将、本願寺の僧侶。下間光頼の長男で頼芸の兄。通称は丹後。

## 略歴
天文18年（1549年）に死去した父の後を継ぎ上座に就任したが幼少のため、初め叔父の下間真頼と再従兄弟の下間頼治が、次いで彼等の死後は従兄弟の下間頼資と下間頼言がそれぞれ石山本願寺10世法主証如の命令で上座代行を務めた。天文22年（1553年）までに下間氏嫡流の名乗りである官途名の丹後を名乗り、証如の息子の11世法主顕如に重用され、毎年正月に顕如が頼総の宿所を訪問したほか、法主と門徒の取次を扱う奏者に任じられ、頼資・頼言および下間頼良（頼言の弟）と共に奏者を務めることになった。永禄2年（1559年）、顕如が門跡に列せられると頼資・頼良と共に坊官となり、法眼にもなった。永禄11年（1568年）までには法印になった。
顕如の下で外交に携わり、永禄7年（1564年）に越前の朝倉義景が加賀へ侵攻すると、顕如の意向を門徒へ伝え軍資金提供を呼びかけた。部将としての活動も見られ、永禄9年（1566年）、筆頭坊官であった頼総は加賀における劣勢を打開するため、本願寺により加賀一向一揆の総大将として派遣され、同年1月に京都吉田社に依頼して桔梗の紋をあしらった家旗・先惣旗を新調し、それを持って2月に金沢へ入った。頼総の指揮のもと、奮起した本願寺勢は劣勢を打開。戦線を加越国境まで押し戻すことに成功した。また永禄12年（1569年）に越中勝興寺へ宛てた文書で、本願寺派だった神保長職が越後の上杉謙信に寝返ったことを連絡、長職と対立している椎名康胤と組んで長職を討伐するようにと顕如の指示を伝えている。
元亀元年（1570年）に室町幕府15代将軍足利義昭と織田信長が本願寺と対立、石山合戦が始まると反信長派との連携を図り、10月1日に阿波三好氏の重臣篠原長房へ顕如と共に起請文を送る一方、近江の門徒にも書き送り、10月3日付の書状で高島・志賀・三浦の講中に対して阿波勢到着と京都への進撃を命令、信長と対立している義景および浅井長政と連携して信長を挟み撃ちにする態勢を整えようとした（志賀の陣）。11月に本願寺は義昭・信長と和睦したが、12月に高島・志賀・三浦講中に宛てた書状では志賀の陣における11月の堅田の戦いで門徒が立てた戦功を顕如に報告、忠節を尽くすことを伝えた。
だが元亀2年（1571年）12月、顕如の意向により追放された。大和興福寺一乗院の坊官二条宴乗が書いた日記『二条宴乗記』12月9日の記事で「大坂では、それまで顕如の片腕として活躍していた主戦派の下間頼総が「寺内」から追放され、河那部左衛門大夫が生害を申しつけられたという」と頼総の追放が記されているが、詳しい理由は分かっていない。最期についても曖昧で、青木忠夫は頼総がこの記事と同じ日に死去したとする一方、『真宗人名辞典』では追放から10日後の12月19日に自殺したということになっている。
頼総が去った後の奏者は下間頼照が入り下間頼廉・頼資・頼照の3人が奏者として活動したが、天正3年（1575年）に頼照が越前で戦死、以後は頼廉・下間仲孝（頼照の子）・下間頼龍が奏者として石山合戦を戦った。